# سیوا (فیلم ۱۹۸۹)
سیوا یا شیوا 
(به تلوگویی: Siva) فیلمی هندی محصول سال ۱۹۸۹ و به کارگردانی رام گوپال وارما است. در این فیلم بازیگرانی همچون آکینی ناگرجونا، آمالا آکیننی، راغوواران، کوتا سرینیواسا راو، جی.دی چاکراوارتی و پوری جاگاناد ایفای نقش کرده‌اند.